# 佐竹義宗
佐竹 義宗 （さたけ よしむね、生没年不詳）は、平安時代後期の常陸国の武士。佐竹三郎。

## 略歴
佐竹昌義の子。
平治の乱後に藤原親通と結び、千葉常胤を追い、相馬御厨の権利を主張した。